# Tunica, Mississippi
Tunica är administrativ huvudort i Tunica County i Mississippi. Vid 2010 års folkräkning hade Tunica 1 030 invånare.